# Place des Abbesses
Place des Abbesses (doslovně náměstí Abatyší) je náměstí v Paříži. Nachází se v 18. obvodu na Montmartru.

## Poloha
Na Place des Abbesses vedou ulice Rue des Abbesses, která tvoří jeho jižní hranici, Rue Yvonne-Le-Tac a Rue La Vieuville. Součástí náměstí je i park Square Jehan-Rictus.

## Historie
Náměstí se původně jmenovalo Place de l'Abbaye (náměstí Opatství) podle opatství Montmartre, které zde bylo založeno v roce 1134. Náměstí se nacházelo v bývalé obci Montmartre, která byla v roce 1860 připojena k Paříži. 26. února 1867 získalo dnešní název podle ulice Rue des Abbesses, jejíž označení vychází od stejného ženského kláštera.

## Významné stavby
Na náměstí je vstup do stanice metra Abbesses, který je od roku 1978 chráněn jako historická památka. Rovněž se jižně nachází kostel Saint-Jean de Montmartre.